# James Herriot

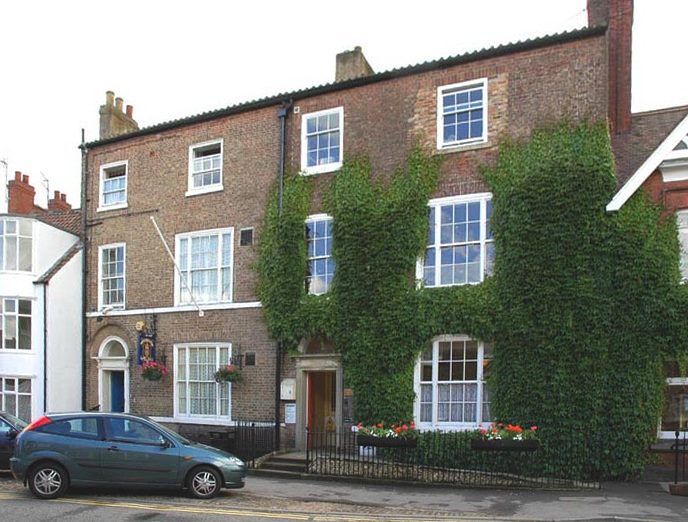
Das Haus 23 Kirkgate in Thirsk, in dem die Praxis von Sinclair und Wight ansässig war

James Herriot, eigentlich James Alfred „Alf“ Wight (* 3. Oktober 1916 in Roker, Sunderland; † 23. Februar 1995 in Thirlby bei Thirsk) war ein britischer Tierarzt und Buchautor. Nachdem er 25 Jahre als Landtierarzt gearbeitet hatte, fing er nebenberuflich damit an, Leben und Arbeit eines Landtierarztes in humorvollen Kurzgeschichten zu schildern, die er in der fiktiven Stadt Darrowby und ihrer Umgebung spielen ließ. So entstanden von 1970 bis 1992 acht erfolgreiche Bücher, aus denen auch zwei Kinofilme und die Fernsehserie All Creatures Great and Small (deutsch: Der Doktor und das liebe Vieh, 1978–1990) sowie deren Remake Der Doktor und das liebe Vieh (2020) hervorgingen.

## Leben

### Kindheit und Berufseinstieg
Wight wurde am 3. Oktober 1916 im nordenglischen Sunderland als Sohn von James Henry Wight und Hannah Bell Wight geboren. Sein Vater war Schiffsschlosser und nebenbei als semiprofessioneller Musiker tätig, unter anderem als Stummfilmpianist im Kino. Seine Mutter war professionelle Sängerin und betrieb ab Mitte der 1920er-Jahre außerdem eine erfolgreiche Schneiderei.
Obwohl sie aus Sunderland stammten, wohnten Wights Eltern schon seit ihrer Heirat 1915 in Glasgow, wo ebenfalls Schiffsindustrie ansässig war, sich ihren musikalischen Tätigkeiten jedoch mehr Möglichkeiten boten. Wights Mutter war für die Geburt ihres Sohnes nach Sunderland gereist und kehrte drei Wochen später mit dem Baby nach Glasgow zurück. Dort wuchs Wight auf, wobei er von 1921 bis 1928 die Yoker Primary School und von 1928 bis 1933 die Hillhead High School besuchte.
Wights Sohn Jim widerspricht in seiner Biographie der Annahme, Alf Wight sei in bitterer Armut aufgewachsen. Zwar waren Wights Eltern nicht gerade wohlhabend, hatten aber zu jeder Zeit ihr Auskommen und konnten Wight eine gute Kindheit bieten:

One of the myths […] is that of his [Alfs] dragging himself up from the "grinding poverty" of his youth. The fact is that his Glasgow days were exceptionally happy […]

„Eine dieser Legenden […] besagt, er [Alf] habe sich aus der bitteren Armut seiner Kindheit hochgearbeitet. In Wahrheit war seine Zeit in Glasgow außergewöhnlich glücklich […]“

Ein Artikel in der Hobbyzeitschrift Meccano Magazine weckte in Wight das Interesse an der Tiermedizin. Als einige Wochen darauf ein Veterinärprofessor an der Hillhead High School den Tierarztberuf vorstellte, war der junge Wight begeistert und informierte sich weiter über Ausbildung und Voraussetzungen. Nach der Schule nahm er ein Studium am Veterinärmedizinischen College in Glasgow auf, das er im Dezember 1939 abschloss.
In seiner Freizeit trieb er viel Sport, vor allem Fußball und Tennis, und unternahm Wanderungen durch das Bergland rund um Glasgow.

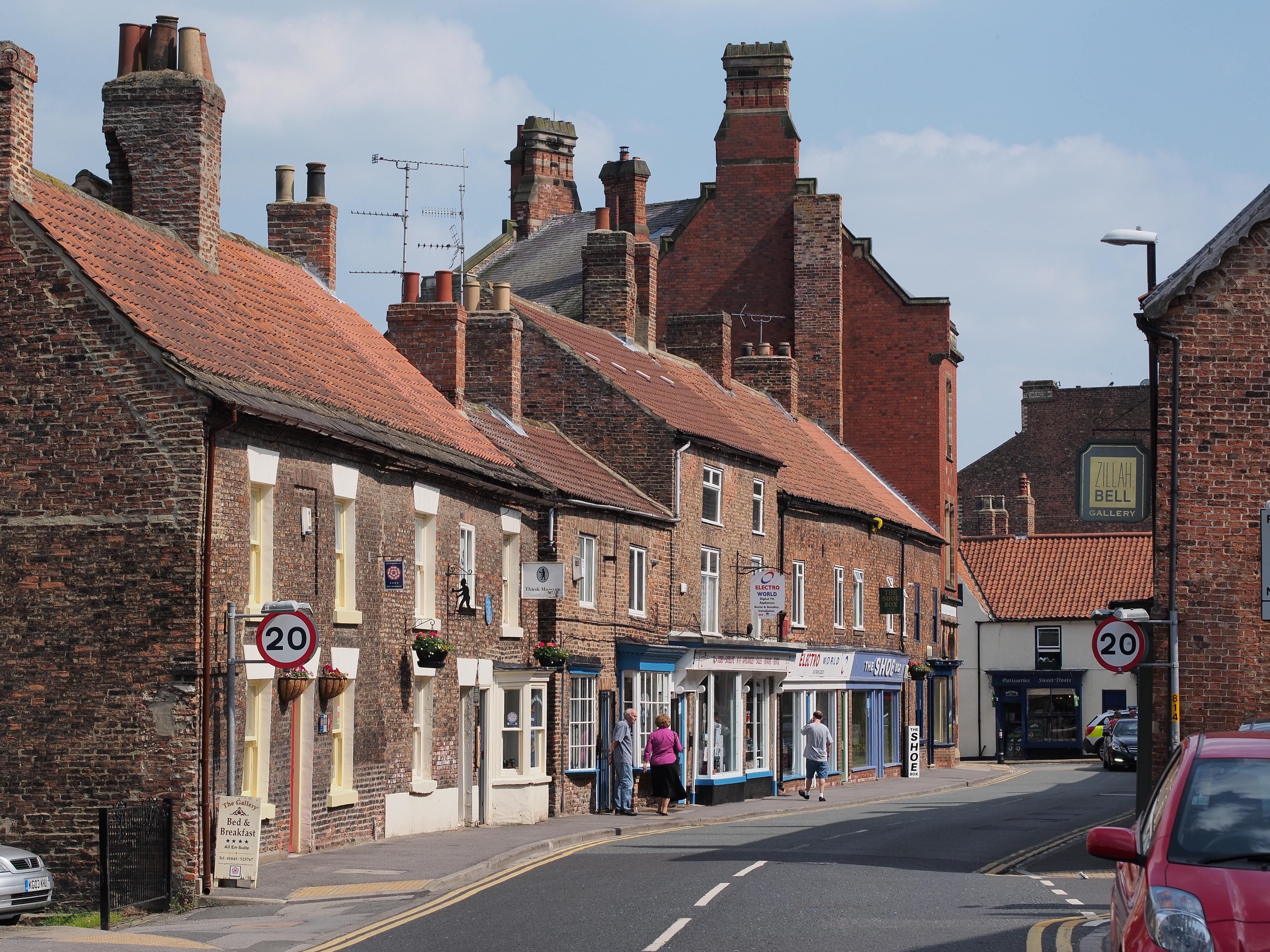
Kirkgate, Thirsk. Blick vom Eingang der ehemaligen Tierarztpraxis in Richtung Marktplatz

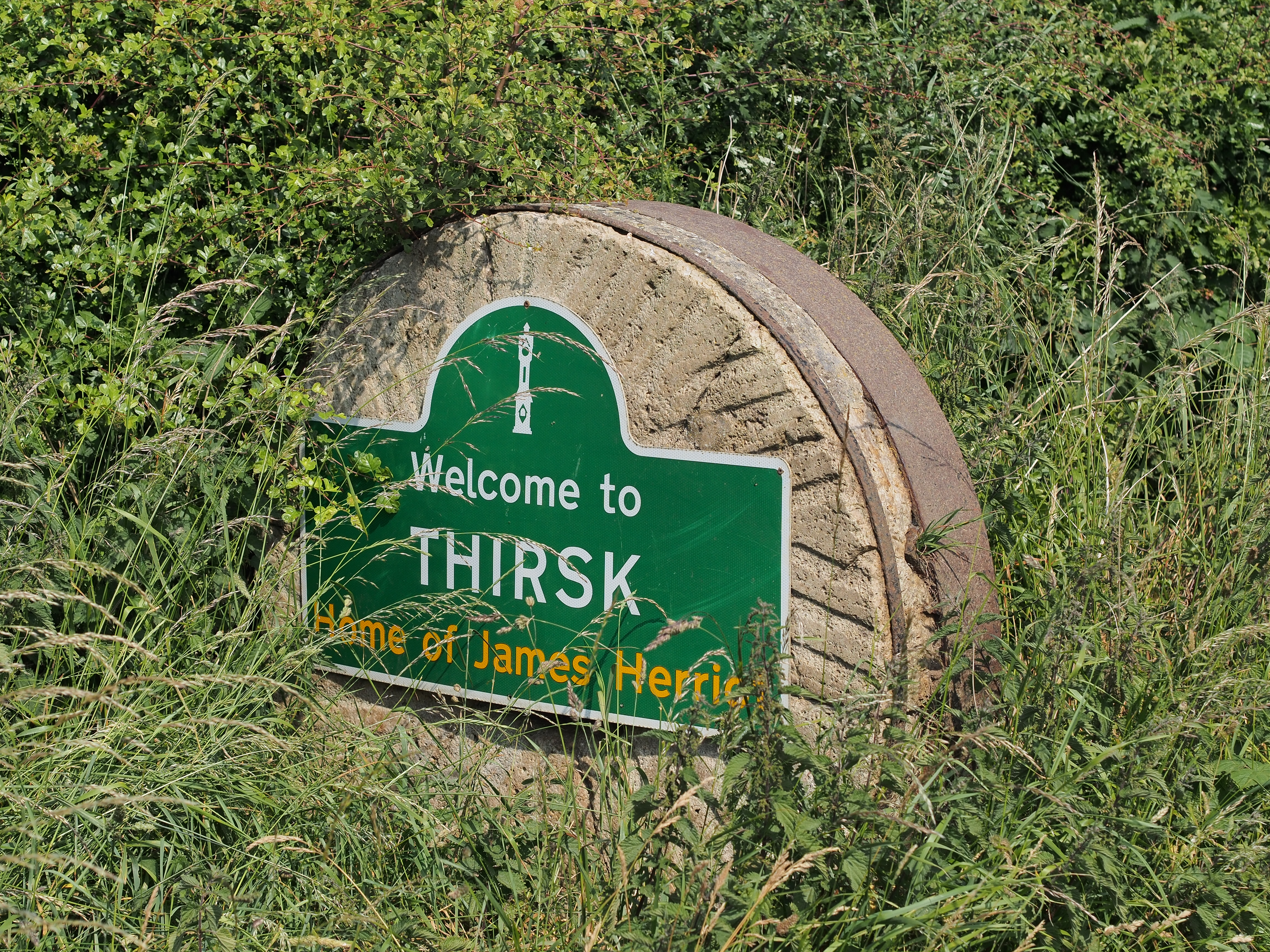
Ortsschild von Thirsk „Home of James Herriot“

Nach dem Studium war Wight zunächst als Assistent in der Tierarztpraxis von J. J. McDowall in Sunderland tätig, wo er bereits als Student Praktika absolviert hatte. McDowall hielt viel von Wight und überließ ihm oftmals allein die Praxis, konnte ihm jedoch aus finanziellen Gründen keine dauerhafte Anstellung bieten. Daher wechselte Wight am 18. Juli 1940 zur Tierarztpraxis des 5½ Jahre älteren Tierarztes Donald Sinclair in Thirsk, wo er nicht nur ein festes Gehalt, sondern von Anfang an auch einen Anteil am Gewinn bekam. Da Sinclair schon kurz nach Wights Eintreten in die Praxis zum Militär einberufen wurde, hatte Wight, wenig erfahren und in unbekanntem Gebiet, die Praxis allein zu führen, was mit harter Arbeit, aber auch intensiven Erfahrungen verbunden war. Doch schon nach einigen Wochen wurde Donald Sinclair wieder aus dem Militärdienst entlassen. Mit ihm und dessen jüngerem Bruder Brian, ein Jahr älter als Wight, der noch studierte, aber in der Praxis mithalf, erlebte Wight viele der Ereignisse, die er später in seinen Büchern schilderte. In dieser Praxis blieb er sein Leben lang tätig.

### Heirat
1941 lernte Wight auf einer Tanzveranstaltung die Sekretärin Joan Catherine Anderson Danbury (28. März 1919 – 14. Juli 1999) kennen; sie heirateten am 5. November 1941 in Thirsk. Wights Mutter war enttäuscht darüber, dass ihr einziger Sohn ein einfaches Mädchen aus mittelloser Familie heiratete. Für Wight, der seinen Eltern zeitlebens sehr zugetan war, aber auch davon überzeugt war, genau die richtige Partnerin gefunden zu haben, war das ein anstrengender Konflikt.
Die Wights bekamen zwei Kinder: James Alexander („Jim“, * 13. Februar 1943) wurde ebenfalls Tierarzt und übernahm die väterliche Praxis. Rosemary („Rosie“, * 9. Mai 1947) wurde Humanmedizinerin. Eigentlich hatte sie auch Landtierärztin werden wollen, doch Wight hatte ihr das ausgeredet, da er glaubte, eine Frau sei den körperlichen Anforderungen dieses Berufs nicht gewachsen. Nachdem er später allerdings ausgezeichnete Tierärztinnen kennengelernt hatte, stellte er in den Büchern sein Vorgehen gegenüber Rosie mehrmals in Frage.

### Militärzeit und Karriere
Im März 1941 hatte die deutsche Luftwaffe die Schiffswerften in Glasgow bombardiert und dabei auch das Haus von Wights Eltern schwer beschädigt. Unter diesem Eindruck hatte sich Wight freiwillig zur Royal Air Force gemeldet, obwohl er als Tierarzt vom Militärdienst freigestellt war. Im November 1942 wurde er einberufen und zum Piloten ausgebildet, jedoch im August 1943 als medizinisch untauglich entlassen. Grund dafür waren eine Analfistel, an der er sein ganzes Leben lang litt, und eine beim Militär stümperhaft ausgeführte und medizinisch unnötige Extraktion.
Am 2. Mai 1949 trat Wight als vollwertiger Teilhaber in Sinclairs Praxis ein – ein Schritt, zu dem sich Sinclair lange nicht hatte entschließen können. Der feste Gewinnanteil bedeutete für Wight einen großen finanziellen Fortschritt. Im Winter 1953 zog Familie Wight aus dem alten und viel zu großen Praxishaus in ihr eigenes Haus „Rowardennan“ um.
Am 8. April 1960 verstarb Wights Vater plötzlich an einem Herzanfall, während Wight nach Glasgow unterwegs war, um seine Eltern zu besuchen. Der durch seinen kräftezehrenden Beruf schon stark belastete Wight stürzte infolge dieses Schocks in eine Depression, die er dank großzügiger Hilfe von Freunden innerhalb von zwei Jahren überwand.
1961 begleitete Wight als betreuender Tierarzt einen Schaftransport per Schiff nach Klaipėda (Memel), 1963 einen Rindertransport per Flugzeug nach Istanbul. Privat verbrachte er mehrmals Urlaube auf Mallorca. Von den besuchten Ländern war er so fasziniert, dass er anschließend Russisch und Spanisch lernte.

### Tätigkeit als Buchautor
1965 beschloss Wight, einen schon lang gehegten Plan umzusetzen und ein Buch über das Leben als Tierarzt zu schreiben; nach mehreren Anläufen erschien 1970 sein erstes Buch, das für ein Werk eines noch vollkommen unbekannten Autors außergewöhnlich großen Erfolg hatte. Da Wight noch viel Erzählstoff zur Verfügung stand, folgten weitere Bücher mit zunehmendem Erfolg.
Die Beliebtheit seiner Werke freute Wight, doch er unterbrach seine tierärztliche Tätigkeit nicht; das Schreiben betrachtete er stets als Hobby. Insbesondere öffentliche Auftritte waren ihm unangenehm. Mehrmals zitiert sein Sohn Jim in seiner Biographie den Ausspruch: „Ich bin 1 Prozent Buchautor und 99 Prozent Tierarzt.“ Meist schrieb Wight nach einem langen Arbeitstag abends im Wohnzimmer, während die übrige Familie vor dem Fernsehgerät saß.
Nach Erscheinen seines siebten Buches The Lord God Made Them All 1981 beschloss er, mit dem Schreiben aufzuhören, und brachte bis 1988 nichts zu Papier, sondern widmete sich wieder ganz seinem Beruf. Doch als ab 1987 die Staffeln 4 bis 7 der Fernsehserie produziert wurden, fragte man ihn nach weiterem Material. Daraus entstand innerhalb von vier Jahren sein letztes Buch Every Living Thing, das 1992 erschien, sofort zum Bestseller wurde und es monatelang blieb.

### Krankheit und Tod

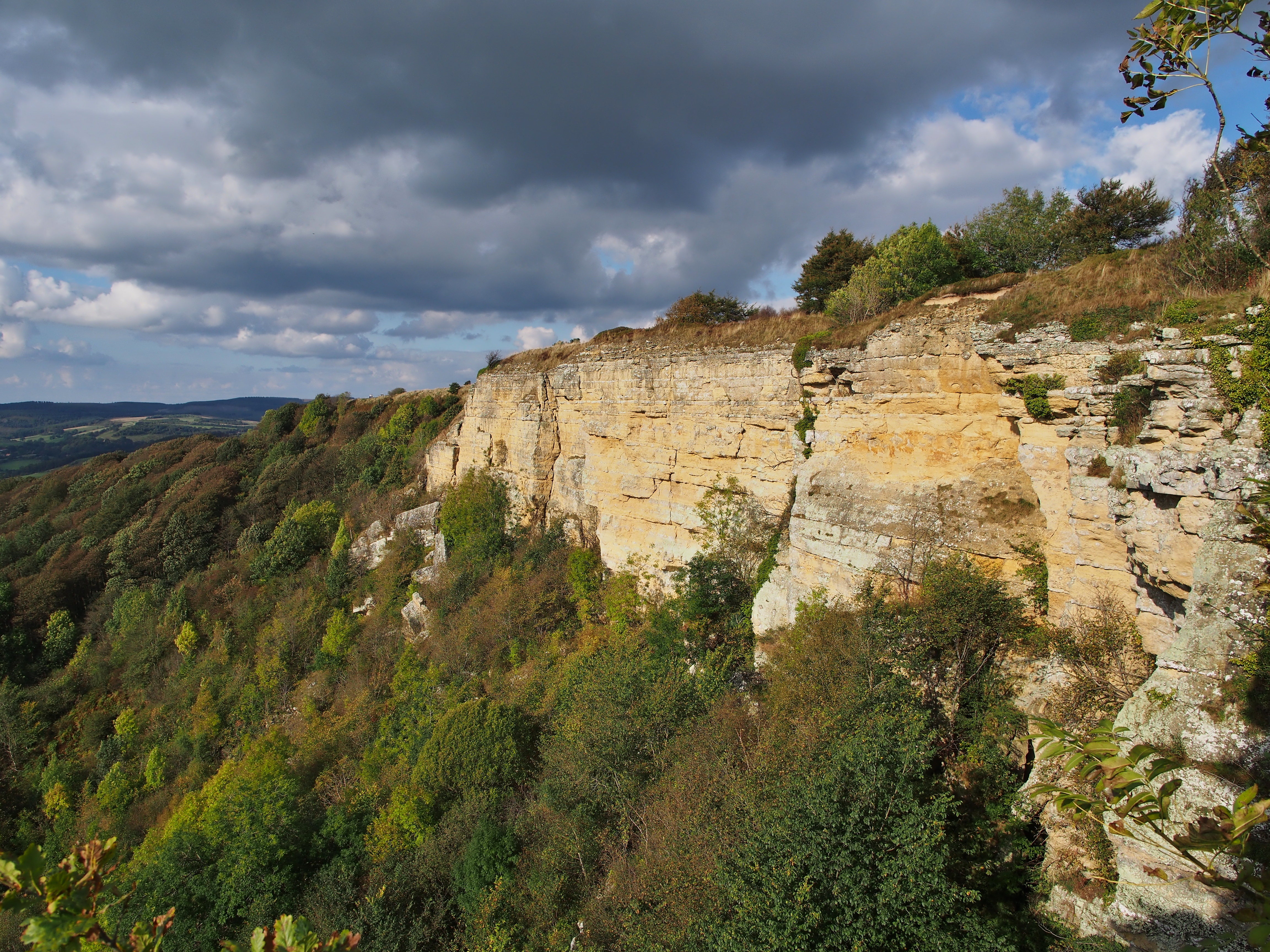
Whitestone Cliff, für Wight „der beste Aussichtspunkt in England“ – und seine letzte Ruhestätte

1991 zog sich Wight, 75 Jahre alt, aus der Arbeit in der Praxis zurück. Im Dezember 1991 wurde bei einer klinischen Untersuchung Prostatakrebs festgestellt, worauf Wight sich in das Lambert Memorial Hospital in Thirsk in Behandlung begab. Die prognostizierte verbleibende Lebenszeit von drei Jahren schöpfte er voll aus, obwohl sich sein gesundheitlicher Zustand stetig verschlechterte. Trotz Schmerzen blieb er in Haus und Garten aktiv, unternahm Spaziergänge in der Umgebung und besuchte bis einen Monat vor seinem Tod auch die Spiele seines Fußballvereins AFC Sunderland.
Am frühen Morgen des 23. Februar 1995 starb er nach zwei Tagen Bettlägerigkeit im Alter von 78 Jahren in seinem Haus in Thirlby. Bei ihm waren seine Frau, seine Tochter Rosie und deren Tochter Emma; sein Sohn Jim hatte die Nacht am Bett seines Vaters gewacht und war zu dem Zeitpunkt auf einem Hausbesuch auf einer Farm.

### Nach dem Tod
Der Abschied wurde nach Wights Wunsch zunächst im kleinen Familienkreis gefeiert. Der Leichnam wurde verbrannt und die Asche auf dem Whitestone Cliff östlich von Thirlby verstreut, einem von Wights Lieblingsplätzen.
Am 20. Oktober 1995 wurde eine große Gedenkfeier für die Öffentlichkeit im York Minster abgehalten, der 2.300 Besucher beiwohnten.
Die Gegend um Thirsk zwischen dem North York Moors National Park im Osten und dem Yorkshire Dales National Park im Westen wird mittlerweile auch Herriot Country genannt. Thirsk trägt auf seinen Ortsschildern den Untertitel „Home of James Herriot“.

### Persönlichkeit
Wight wird von seinen Zeitgenossen als außergewöhnlich freundlicher Mensch mit sehr positiver Lebenseinstellung beschrieben. Als ihn das Einkommen aus seiner Autorentätigkeit der hohen Reichtumsbesteuerung der regierenden Labour Party unterwarf (1976 betrug Wights steuerpflichtiges Einkommen £165.000, sein Steuersatz lag bei 83 Prozent), lehnte er es ab, anderen englischen Bestseller-Autoren in die Steueroase Jersey zu folgen (die es ihm ermöglicht hätte, nach einem Jahr Aufenthalt einen großen Teil seines Einkommens legal nach England zu bringen). Abgesehen davon, dass das bedeutet hätte, die Praxistätigkeit zu unterbrechen, wollte er als Engländer in England leben und nahm die hohen Steuern mit der Bemerkung hin, es bleibe doch immer noch mehr als genug übrig.
Wights Lieblingstier war zeitlebens der Hund, wobei er auch Katzen sehr gern hatte. Man sagt, dass Wight praktisch immer und überall einen Hund bei sich hatte. Von seinen eigenen Hunden sind namentlich bekannt: Dan (Labrador Retriever), Hector (Jack Russell Terrier) und Bodie (Border Terrier).

## Werke

### Entstehung der Bücher
Wights erster Entwurf eines Tierarzt-Romans unter dem Titel „The Art And The Science“ (deutsch: Die Kunst und die Wissenschaft) war 1967 fertig. Er handelte in der dritten Person von einem fiktiven Tierarzt namens „James Walsh“; der Titel geht auf einen Ausspruch von Wights erstem Arbeitgeber J. J. McDowall zurück, dass ein junger Tierarzt zwar die wissenschaftliche Seite des Berufes beherrsche, aber die „Kunst“, nämlich den geschickten Umgang mit Patienten und Kunden, erst noch lernen müsse.
Der angefragte Verlag lehnte eine Veröffentlichung ab, doch eine begeisterte Lektorin schlug Wight vor, die offenbar auf wahren Ereignissen beruhenden Episoden lieber in der ersten Person im autobiographischen Stil zu erzählen. Wight griff diesen Vorschlag auf und hatte ein Jahr darauf das erste Buch in der neuen Form abgeschlossen, die sich vor allem in einem deutlich lebendigeren Erzählstil von der ersten Vorlage abhob.  Die Idee zum Titel „If Only They Could Talk“ (deutsch: Wenn sie doch nur reden könnten) verdankte Wight einem seiner Kunden als Tierarzt, einem literaturbegeisterten Farmer. Auch dieses Manuskript wurde zunächst abgelehnt, was Wight tief enttäuschte.
Im Frühjahr 1969 unternahm er auf Anregung seiner Frau einen weiteren Versuch und fragte über eine Agentur den Londoner Verlag Michael Joseph Ltd. an. Dieser war schließlich dazu bereit, das Buch herauszugeben. Da man jedoch vom Erstlingswerk eines unbekannten Autors keinen großen Erfolg erwartete, erschien dieses Werk im April 1970 zunächst in einer Auflage von 3.000 Exemplaren, später im selben Jahr wurden jedoch schon 1.000 weitere gedruckt. Wight erhielt einen Vorschuss in Höhe von £200,00. Gleichzeitig veröffentlichte der Londoner Evening Standard das Werk als Serie und zahlte für die Rechte die überraschend hohe Summe von £36.710,00.
Das zweite Buch „It Shouldn’t Happen to a Vet“ (deutsch: Das sollte einem Tierarzt nicht passieren) erschien Januar 1972 schon in einer Auflage von 8.000 Exemplaren; das dritte, „Let Sleeping Vets Lie“ (deutsch: Lasst schlafende Tierärzte liegen), folgte im April 1973 mit einer Auflage von 15.000 Exemplaren, die bald ausverkauft war. Auch von den weiteren Büchern hatte jedes größeren Erfolg als sein Vorgänger.
Die Buchtitel sind oft abgewandelte Redewendungen oder anderweitig bekannte Formulierungen. So spielt der Titel des zweiten Buches auf die 1946 erschienene Kriminalkomödie „It Shouldn’t Happen to a Dog“ an, der des dritten auf die englische Version des Sprichwortes, keine schlafenden Hunde zu wecken („Let sleeping dogs lie“).

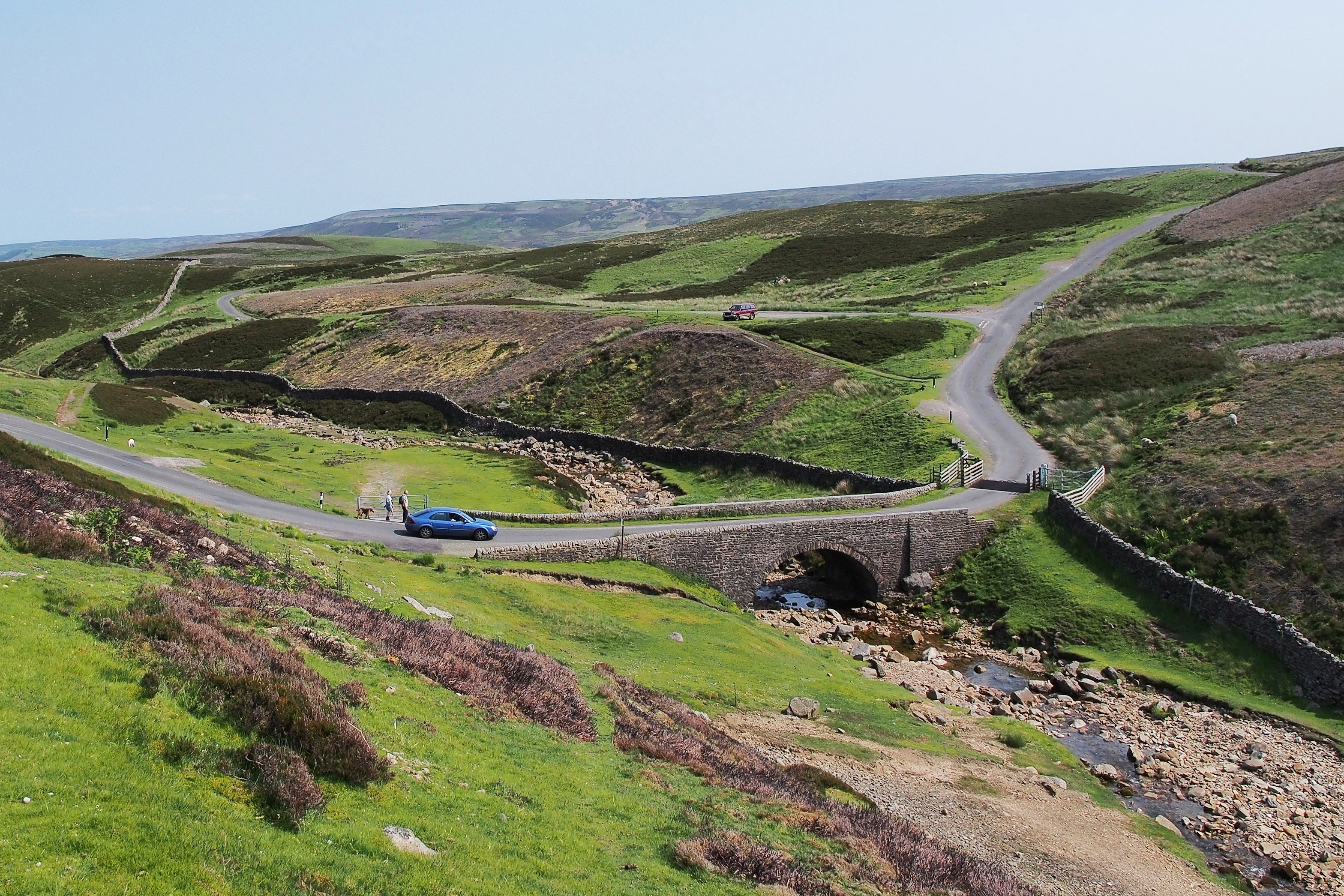
Das Hochland der Yorkshire Dales, wo die Herriot-Geschichten spielen, hat heute noch denselben Charakter wie zu Herriots Zeiten

### Charakteristika
Wights Bücher bestehen aus einzelnen kurzen, größtenteils voneinander unabhängigen Erzählungen, in denen der Autor autobiographisch berufliche und private Erlebnisse sowie seine Zeit bei der Royal Air Force (in All Things Wise and Wonderful) und seine beiden geschäftlichen Auslandsreisen (in The Lord God Made Them All) schildert. Orte und Zeiten der Ereignisse sowie die beteiligten Personen sind meist abgewandelt (bis zur Änderung des Geschlechtes), die Erzählungen sind also nicht historisch exakt, wenn sie auch auf Tatsachen beruhen.
Den Handlungsort seiner Geschichten verlegte Wight in die Yorkshire Dales, die eigentlich nicht zu seinem zentralen Arbeitsfeld in Thirsk gehörten, ihn als Landschaft aber tief beeindruckten. Fast alle Personen-, Orts- und Flurnamen in den Erzählungen sind frei erfunden, die Schilderungen lehnen sich jedoch an tatsächlich existierende Originale an, wenn diese auch meist der Gegend um Thirsk entstammten und nicht den 50 km entfernten Yorkshire Dales. Auch sind die Geschichten kaum ausgeschmückt, sondern haben sich zum großen Teil tatsächlich so oder ähnlich ereignet. Das fiktive Städtchen Darrowby, in dem sich in den Büchern die Praxis befindet, ist aus den tatsächlichen Ortschaften Richmond, Leyburn, Thirsk und Middleham zusammengesetzt.

### Das Pseudonym „James Herriot“
Da Wight seine Bücher in der ersten Person abfasste, konnte er sie nicht unter seinem bürgerlichen Namen herausgeben, da dies als Eigenwerbung aufgefasst worden wäre, die Angehörigen des Royal College of Veterinary Surgeons laut Satzung verboten war. Den Namen des Protagonisten seines ersten Buches, „James Walsh“, konnte er auch nicht verwenden, da ein registrierter Tierarzt diesen Namen trug.
Die endgültige Idee kam Wight, als er sich am 11. Februar 1969 im Fernsehen ein Fußballspiel zwischen Birmingham City und Manchester United anschaute, wo für Birmingham City Jim Herriot im Tor stand. Der Name faszinierte ihn und fand sich nicht im Tierärzteregister, und so beschloss er, unter dem Namen „James Herriot“ zu schreiben. Der Sportler erfuhr von dieser Namenspatenschaft erst 1988 durch einen Zeitungsartikel in der Glasgower Zeitung Sunday Mail, worauf er Wight in seiner Praxis besuchte und sich mit ihm anfreundete.

### Adaptionen

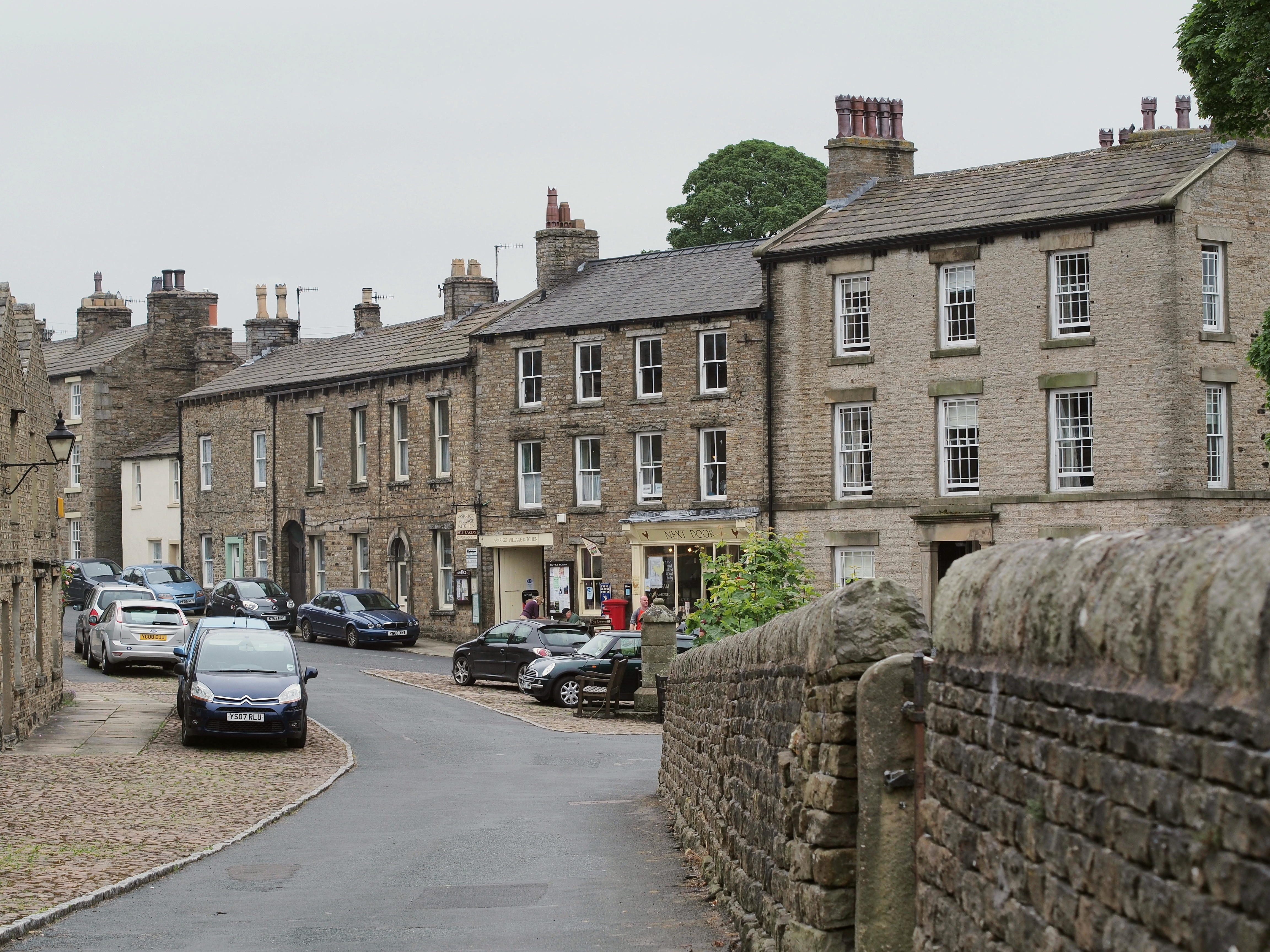
Skeldale House (rechts) im Dorf Askrigg ist in der TV-Serie Sitz der Praxis

Das erste Buch If Only They Could Talk wurde 1974 mit Simon Ward als James Herriot und Sir Anthony Hopkins als Siegfried Farnon verfilmt. 1978 erschien die Fortsetzung It Shouldn’t Happen to a Vet mit anderer Besetzung.
Ebenfalls 1978 begann die BBC mit der Verfilmung der Herriot-Bücher zur Fernsehserie All Creatures Great And Small. Die Serie war ab 1979 auch im deutschsprachigen Fernsehen unter dem Titel „Der Doktor und das liebe Vieh“ erfolgreich und machte „James Herriot“ im deutschsprachigen Raum bekannt.
Wight legte Wert darauf, abgesehen von der Durchsicht der Skripte, in keiner Weise an der Produktion der Filme oder der Fernsehserie beteiligt zu sein, äußerte sich aber jeweils erfreut über die authentische Darstellung, selbst der Nebenrollen.

### Fiktive Hauptpersonen und reale Vorbilder
Als Vorbild für die fiktiven Figuren seiner Bücher dienten Wight häufig reale Personen aus seiner Umgebung. Er schilderte deren charakteristische Wesenszüge und Eigenschaften in verfremdender und teils karikierender Form. Von einzelnen Personen ist bekannt, dass sie sich in Herriots Schilderungen wiedererkannten: Während Brian Sinclair sich in der Charakterisierung als leichtlebiger Genießer ‚Tristan Farnon‘ wohl fühlte, war sein Bruder Donald mit seiner Darstellung als launischer Choleriker ‚Siegfried Farnon‘ absolut nicht einverstanden und drohte nach Erscheinen des ersten Filmes sogar mit einer gerichtlichen Klage, was Wight angesichts ihrer langen Freundschaft sehr betrübte. Einwänden von Lesern, der echte Donald Sinclair sei doch sicher nicht so exzentrisch wie der Siegfried Farnon in den Büchern, entgegnete Wights Sohn Jim:

You are right! […] He was not like that at all. His character was considerably toned down.

„Das stimmt! […] Er war überhaupt nicht so. Sein Charakter wurde [in den Büchern] beträchtlich abgemildert.“

- Siegfried Farnon: Wights exzentrischer Vorgesetzter und Kollege war in der Realität Donald Vaughan Sinclair (* 22. April 1911 in Harrogate Borough, North Yorkshire; † 28. Juni 1995 in Southwoods Hall bei Thirsk). Er schloss 1933 sein Studium an der Royal School of Veterinary Medicine der University of Edinburgh ab. 1939 übernahm er die Tierarztpraxis in Thirsk, Yorkshire, in der er mit Wight zusammenarbeitete. Nachdem seine erste Ehefrau Evelyn Beatrice Holborow (1905–1936[33]) an Tuberkulose[34] verstorben war, heiratete er am 3. Juni 1943 Audrey Weston Adamson (1908–1995), mit der er 53 Jahre zusammenlebte. Aus der Ehe stammen zwei Kinder.[35] Zwei Wochen nach dem Tod seiner Frau nahm sich Donald Sinclair am 28. Juni 1995 mit einer Überdosis Barbituraten das Leben.[36] 1988 war schon sein Bruder Brian Sinclair, vier Monate zuvor Alf Wight verstorben.[37][38] Er wurde auf dem St. Felix Churchyard in Felixkirk im Distrikt Hambleton (North Yorkshire) beerdigt.[33]
- Tristan Farnon: Donald Sinclairs jüngerer Bruder hieß Wallace Brian Sinclair (* 27. September 1915; † 13. Dezember 1988 in Harrogate, North Yorkshire). Er schloss 1943 sein Studium an derselben Universität wie sein Bruder ab und meldete sich anschließend zum Kriegsdienst im Zweiten Weltkrieg. Er wurde im Royal Army Veterinary Corps in Indien eingesetzt, wo er Studien zur Unfruchtbarkeit bei Wasserbüffeln durchführte.[39] Nach seiner Entlassung aus dem Militärdienst arbeitete er zunächst in der Sterility Advisory Unit des britischen Landwirtschaftsministeriums in Inverness und danach im Veterinary Investigation Centre in Leeds. 1944 heiratete er Sheila Rose Seaton; das Paar hat drei Töchter. In den späten 1970er Jahren sprach er auf mehreren Vortragsreisen durch die USA über die Werke seines Kollegen und seine Rolle als „Tristan“.[30] Sinclair starb 1988[40] und wurde auf dem Stonefall Cemetery in Harrogate beerdigt.[41]
- Mrs Pumphrey, eine wohlhabende und exzentrische Frau, war Miss Marjorie Warner nachgebildet, die mit ihrem Pekinesen Bambi auf dem Landsitz Thorpe House nahe Thirsk lebte.[42][43]

## Ausgaben

### Großbritannien
Die englischen Originale, wie sie bei Michael Joseph Ltd. erschienen sind:
- If Only They Could Talk („Wenn sie doch nur reden könnten“, 1970)
- It Shouldn’t Happen to a Vet („Das sollte einem Tierarzt nicht passieren“, 1972)
- Let Sleeping Vets Lie („Keine schlafenden Tierärzte wecken“, 1973)
- Vet in Harness („Tierarzt in Rüstung“, 1974)
- Vets Might Fly („Tierärzte könnten fliegen“, 1976)
- Vet in a Spin („Tierarzt im Trudeln“, 1977)
- The Lord God Made Them All („Gott der Herr hat sie gemacht“, 1981)
- Every Living Thing („Alles, was da lebt“, 1992)

### USA
Großen Erfolg hatten Wights Werke in den Vereinigten Staaten von Amerika. Der Leiter des New Yorker Verlages St Martin’s Press, Tom McCormack, hatte Wights erstes Buch von einer Geschäftsreise aus London mitgebracht, versprach sich aber nicht viel von Erzählungen eines Tierarztes aus der englischen Provinz. Doch nachdem seine Frau es zufällig gelesen hatte, drängte sie ihn dazu, es zu veröffentlichen. Vom ersten Buch wurden in den USA innerhalb weniger Monate 200.000 Exemplare der gebundenen Ausgabe und über eine Million Exemplare des Taschenbuches verkauft, was den wirtschaftlich schwächelnden Verlag vor der Insolvenz rettete. Zur Anpassung an den amerikanischen Markt, der umfangreichere Bücher bevorzugte, wurden anfangs jeweils zwei der britischen Originalwerke zu einem Buch zusammengefasst, die letzten beiden entsprechen den britischen Ausgaben:
- All Creatures Great And Small („Alle Wesen groß und klein“; die letzten drei Kapitel wurden von Wight eigens für diese Ausgabe geschrieben, um dem Buch einen schönen Abschluss zu geben. Erschienen 1972)
- All Things Bright And Beautiful („Alle Dinge hell und schön“, 1974)
- All Things Wise And Wonderful („Alles klug und wunderbar“, 1977)
- The Lord God Made Them All („Gott der Herr hat sie gemacht“, 1981)
- Every Living Thing („Alles, was da lebt“, 1992)

Die ersten vier Titel sind der Strophe eines Kirchenliedes von Cecil Frances Alexander (1818–1895) entnommen, in geänderter Reihenfolge:
All things bright and beautiful, all creatures great and small,
all things wise and wonderful: the Lord God made them all.

### Weitere Bücher
- James Herriot’s Yorkshire (1979; ein Bildband der Landschaft, in denen die Herriot-Bücher spielen, mit Kommentaren von Wight)
- James Herriot’s Cat Stories (1994)
- James Herriot’s Favourite Dog Stories (1995)

### Kinderbücher
(größtenteils aus dem Hauptwerk entnommene Einzelerzählungen als Sonderausgabe)
- Blossom Comes Home 1969, ISBN 0-7181-3060-X.
- Moses the Kitten 1984, ISBN 0-312-54905-9.
- Only One Woof 1985, ISBN 0-312-09129-X.
- The Christmas Day Kitten 1986, ISBN 0-312-13407-X.
- Bonny's Big Day 1987, ISBN 0-312-01000-1.
- The Market Square Dog 1989, ISBN 0-312-03397-4.
- Oscar, Cat-About-Town 1990, ISBN 0-312-05137-9.
- Smudge, the Little Lost Lamb 1991, ISBN 0-312-06404-7.
- James Herriot's Treasury for Children 1992, ISBN 0-312-08512-5.

### Deutschland
Wights Erzählungen sind im Deutschen zunächst als Auswahlbände erschienen, die nicht vollständig den Zusammenstellungen der englischen Originalausgaben entsprechen. Alle Ausgaben erschienen im Rowohlt Verlag.
- Der Doktor und das liebe Vieh (1974) – Auswahl aus den Originalwerken: If Only They Could Talk, It Shouldn’t Happen to a Vet und Let Sleeping Vets Lie
- Der Tierarzt (1980) – Auswahl aus den Originalwerken: Let Sleeping Vets Lie und Vet in Harness
- Der Tierarzt kommt (1982) – Auswahl aus den Originalwerken: Vets Might Fly und Vet in a Spin
- Von Zweibeinern und Vierbeinern (1984) – Auswahl aus dem Originalwerk: The Lord God Made Them All
- Ein jegliches nach seiner Art (1996) – Übersetzung von: Every Living Thing
- Tricki Woo – Hundegeschichten (1996) – sieben ausgewählte Hundegeschichten
- Auf den Hund gekommen: Zehn tierische Geschichten (2000) – Übersetzung von: James Herriot’s Favourite Dog Stories
- Alles für die Katz: Zehn schnurrige Geschichten (2001) – Übersetzung von: James Herriot’s Cat Stories

außerdem:
- Dr. James Herriot, Tierarzt (1980) erschienen im Bertelsmann-Club

## Rezensionen
If there is any justice, this book will become a classic of its kind … With seemingly effortless art, this man tells his stories with perfect timing. Many more famous authors could work for a lifetime and not achieve more flawless literary control.

„Wenn es eine Gerechtigkeit gibt, wird dieses Buch ein Klassiker seiner ganz eigenen Art … Offenbar mühelos erzählt dieser Mann seine Geschichten mit perfektem Timing. Viele berühmtere Autoren könnten sich ein Leben lang anstrengen und doch keine so tadellose Erzählkunst erreichen.“

James Herriot, a British veterinary surgeon, is one of those rare men who know how to appreciate the ordinary … He’s a veterinarian, that’s what he is, and when his right arm is free, he’s a helluva writer as well.

„James Herriot, ein britischer Tierarzt, gehört zu den wenigen Menschen, die das Gewöhnliche zu würdigen wissen … Er ist Tierarzt durch und durch, aber wenn sein rechter Arm nichts zu tun hat, ist er auch ein höllisch guter Autor.“

Superlatives aren’t enough. This book is absolutely super, a rarity, magnificently written, insightful, unforgettable. If you have ever loved a friend, human or otherwise, this is the book for you.

„Superlative reichen nicht aus. Dieses Buch ist absolut super, eine Seltenheit, großartig geschrieben, voller Einsichten, unvergesslich. Wer jemals einen Freund geliebt hat, sei es ein Mensch oder sonst etwas, wird hier sein Buch finden.“

## Auszeichnungen
- 1975: American Veterinary Medical Association’s Award of Appreciation (Anerkennungspreis der amerikanischen Tierärztevereinigung)
- 1975: Ehrenmitglied der British Veterinary Association
- Februar 1979: Order of the British Empire
- Juli 1979: Ehrendoktor der Literatur an der Heriot-Watt University, Edinburgh
- Oktober 1979: Einladung zur Königin Elisabeth II., die er als humorvolle Frau und große Tierfreundin schätzte
- 8. Juni 1982: Fellowship in der königlichen Tierärztevereinigung (FRCVS)
- 1984: Ehrengrad als Doktor der Veterinärwissenschaften an der Universität Liverpool
- März 1984: British Tourist Authority Award
- April 1984: Yorkshire Salver
- 1986: Benennung des Asteroiden (4124) Herriot
- 1991: Ehrenpräsident des AFC Sunderland
- 1992: Chiron Award der British Veterinary Association
- Oktober 1993: Ernennung zum Honorable Yorkshireman gemeinsam mit seinem TV-Darsteller Christopher Timothy
- 1994 bat das Veterinärmedizinische College in Glasgow darum, die neue dortige Bibliothek nach James Herriot benennen zu dürfen. Wight betrachtete das als große Ehre, erlebte jedoch die Verwirklichung nicht mehr; die James Herriot Library wurde einen Tag nach seinem Tod eröffnet.

## Museum

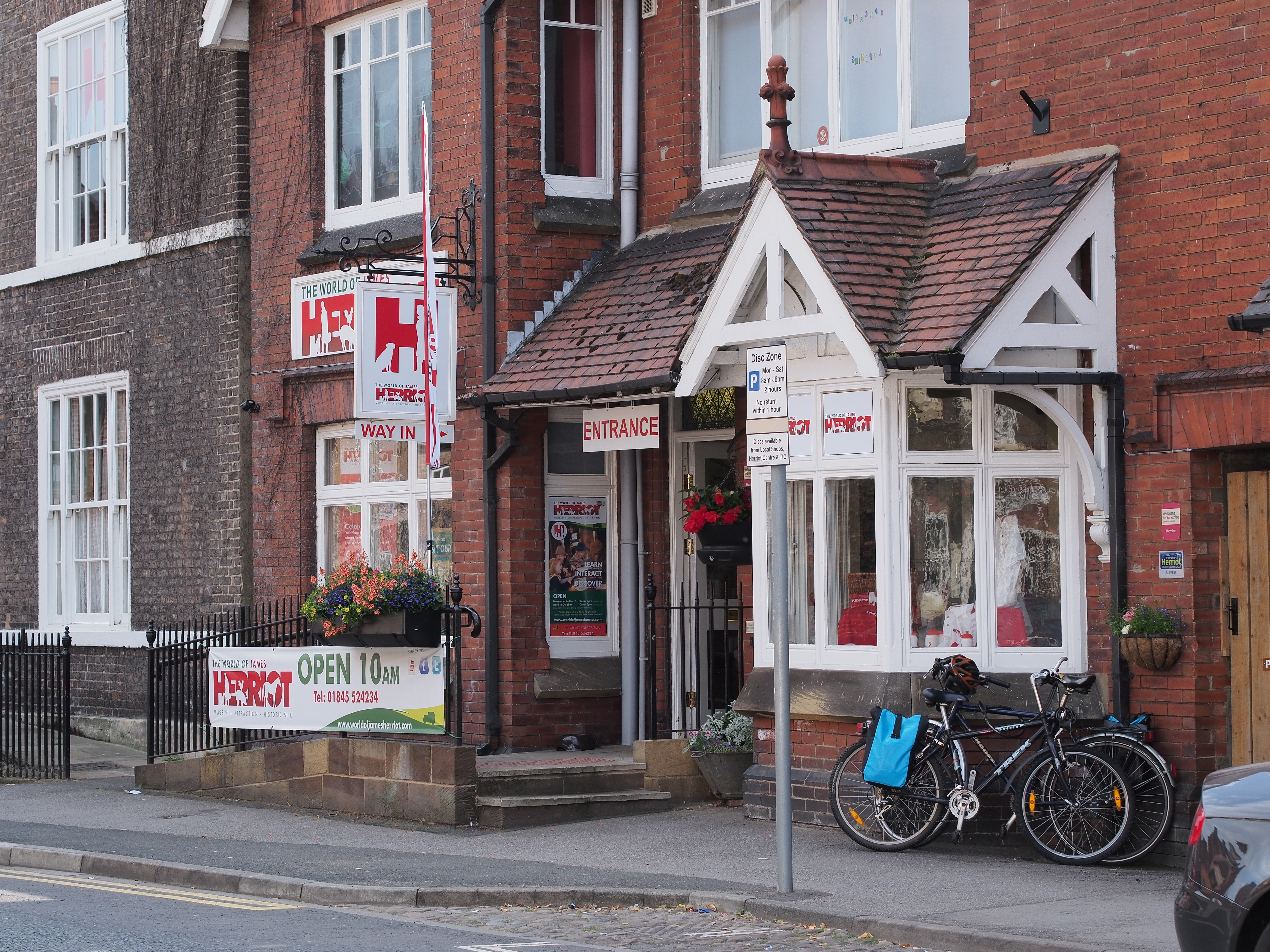
The World of James Herriot. Das Haus Kirkgate 23 steht links, Eingang und Shop sind im angrenzenden Haus.

Das Haus 23 Kirkgate, Thirsk, in dem Wight lange Zeit wohnte und praktizierte, wurde nach dem Auszug der Tierarztpraxis von der Stadt aufgekauft und zum Museum „The World of James Herriot“ umgestaltet, wobei die von Wight beschriebenen Räumlichkeiten in authentischem Zustand bewahrt werden.
Die Praxis ist heute unter dem Namen Skeldale Veterinary Centre in einem Gewerbegebiet von Thirsk ansässig – der Name entstammt Skeldale House, dem fiktiven Praxishaus in Wights Erzählungen.